# Світлосила

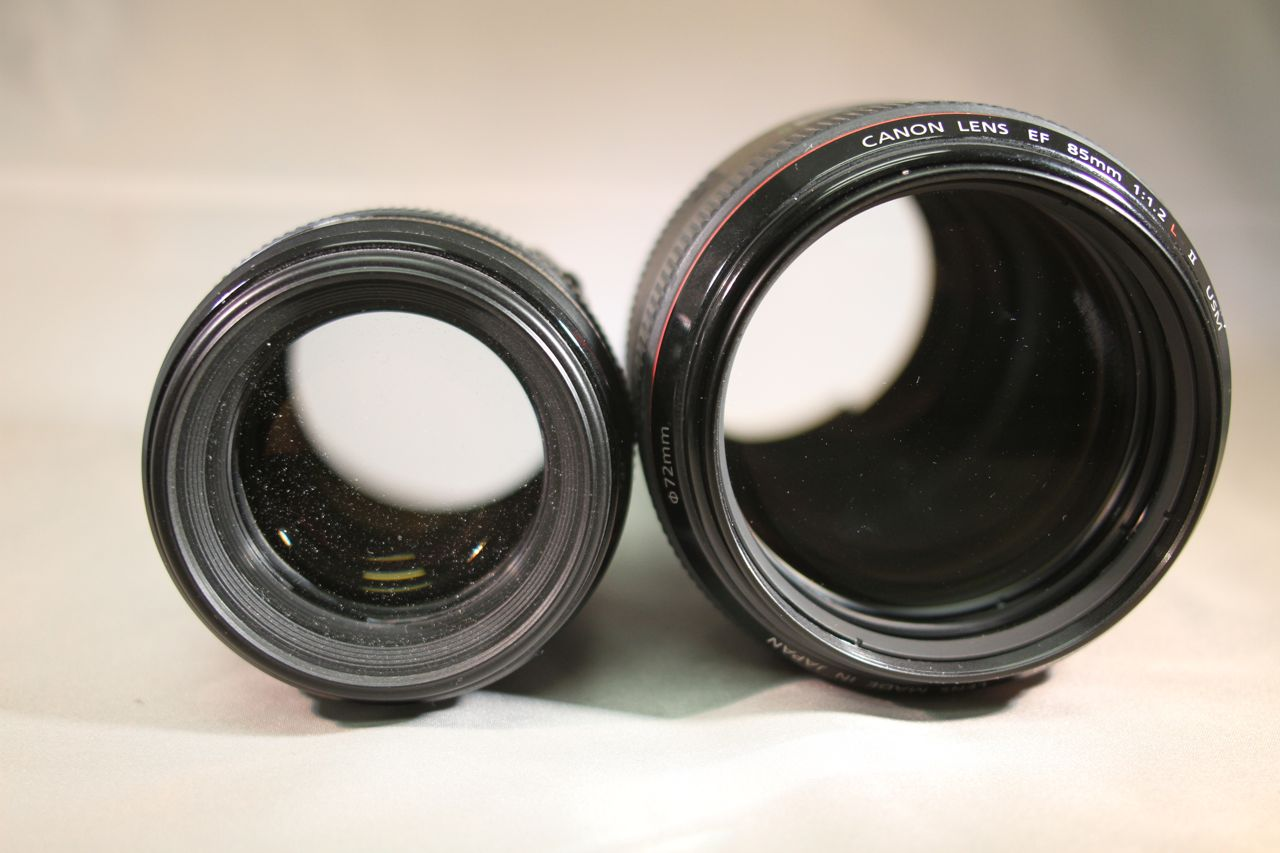
Два об'єктиви з однаковою фокусною відстанню і різною світосилою

Світлосила — величина, що характеризує ступінь ослаблення об'єктивом світлового потоку.
Іноді світлосилою неправильно називають величину знаменника відносного отвору (діафрагмове число), насправді світлосила — характеристика самого об'єктива і не пов'язана з величиною діафрагми, насадками у вигляді бленд, світлофільтрів тощо.

## Чисельне вираження геометричної світлосили
Геометрична світлосила {\displaystyle J\!} пропорційна площі чинного отвору об'єктиву {\displaystyle {\pi  \over 4}\cdot d^{2}} (де {\displaystyle d\!} — діаметр чинного отвору), ділений на квадрат фокусної відстані, тобто {\displaystyle {\pi  \over 4}d^{2}:f^{2}}, або {\displaystyle {\pi  \over 4}\cdot \left({d \over f}\right)^{2}}. Отже, світлосила об'єктиву тим вище, чим більше його максимальний відносний отвір.
Записавши {\displaystyle {d \over f}} через {\displaystyle {1 \over K}}, де {\displaystyle K\!} — діафрагмове число, отримаємо:
{\displaystyle J={\pi  \over 4}\cdot {1 \over K^{2}}}
З формули випливає, що чим більше діафрагмове число, тим менше освітленість кадру. Таким чином, діафрагмування зменшує освітленість кадру.
Для порівняння геометричної світлосили двох об'єктивів необхідно брати відношення квадратів знаменників максимальних відносних отворів:
{\displaystyle {K_{2}^{2} \over K_{1}^{2}}=\left({K_{2} \over K_{1}}\right)^{2}}
Наприклад, геометрична світлосила об'єктивів з максимальними відносними отворами 1:4 і 1:8 буде відрізнятися в {\displaystyle {8^{2} \over 4^{2}}=4} рази.

## Особливості термінології
В англійській мові термін «світлосила» позначається як «Lens speed», що насправді немає жодного стосунку до швидкості лінз, а вказує на те, що на таких лінзах необхідна експозиція досягається при меншій витримці.